# 寶殿站
寶殿站（日语：／ Hōden eki */?）是位於兵庫縣高砂市神爪一丁目（車站大樓地址），西日本旅客鐵道（JR西日本）山陽本線（JR神戶線）的車站。車站編號為JR-A80。部分月台位於加古川市。

## 歷史
- 1900年（明治33年）5月14日 - 山陽鐵道在距離神戶站42.3公里處開設車站。開業當初位於印南郡米田町（日语：米田町）。（在1956年（昭和31年）9月30日，加古川市與高砂市分割與合併，使車站位於高砂市）[1][2]。為旅客和貨運車站。在建造車站大樓時，使用明石站開業當初的車站大樓材料[3]。
- 1906年（明治39年）12月1日 - 山陽鐵道國有化（日语：鉄道国有法），成為官設鐵道車站。
- 1907年（明治40年）11月1日 - 車站遷移至現地（開業當初的位置以西遷移0.1km/從神戶站起42.4km）[1]。
- 1909年（明治42年）10月12日 - 制定路線名稱。成為山陽本線車站。
- 1923年（大正12年） - 日本毛織專用線啟用[4]。
- 1958年（昭和33年）4月10日：包含此站在內，山陽本線西明石站至姬路站之間電氣化。
- 1960年（昭和35年） - 日本毛織專用線廢止[4]。
- 1966年（昭和41年） - 住友水泥專用線啟用[5]。
- 1981年（昭和56年）4月1日 - 跨站式站房改建，同時開設北出口。
- 1987年（昭和62年）4月1日 - 伴隨國鐵分割民營化，車站由西日本旅客鐵道（JR西日本）、日本貨物鐵道（JR貨物）營運。
- 1988年（昭和63年）3月13日 - 制定路線別名「JR神戶線」。
- 1995年（平成7年）
  - 1月17日 - 發生阪神大地震，此站暫停營業。
  - 1月18日 - 西明石站至姬路站之間重開，此站重新營業。
- 1997年（平成9年）
  - 2月16日 - 引入JR神戶線標準進站音樂「細波」。
  - 3月22日 - 隨著住友水泥專用線廢止，再沒有貨物列車運行。
- 2003年（平成15年）11月1日 - 此站可以使用IC卡ICOCA[6]。
- 2005年（平成17年）11月26日 - 月台上引入電子顯示屏。
- 2006年（平成18年）10月1日 - 引入JR京都・神戶線運行管理系統（日语：アーバンネットワーク運行管理システム#JR京都・神戸線システム）。閘口的列車出發資訊使用電子顯示屏。
- 2007年（平成19年）3月18日 - 更新車站自動廣播（日语：駅自動放送）。
- 2008年（平成20年）11月8日 - 月台與閘口之間增設升降機並開始使用[7]。
- 2009年（平成21年）
  - 4月1日 - 南北的站前廣場與公眾通道增設升降機，與站前廣場的斜道落成並開始使用[7]。
  - 10月15日 - 站Rin君（單車出租）開始營業[8]。
- 2015年（平成27年）3月12日 - 進站警告聲停止使用，進站音樂改為JR神戶線標準「細波」音質變更版[9]。
- 2018年（平成30年）3月17日 - 引入車站編號並開始使用[10]。
- 2019年（令和元年）
  - 10月26日 - 當日起開設綠色售票機（日语：みどりの券売機）。
  - 10月31日 - 當日起綠色窗口結束營運。

## 車站構造

### 月台
車站是一座設有跨站式站房的地面車站，設有1面1線的單式月台和1面2線的島式月台，合共2面3線的混合式月台，月台可容納12卡車廂。
1號月台為下行本線，3號月台為上行本線。2號月台為上下行線共用的待避線（中線）。另外在上行線北邊設有1條待避線（4號月台），主要供貨物列車、不載客列車使用。此外，月台東邊的2號和3號月台之間設有1條短的留置線，以供停泊維護車輛用。
| 月台 | 路線         | 方向         | 目的地           |
| ---- | ------------ | ------------ | ---------------- |
| 1    | JR神戶線     | 下行         | 姬路、相生方向   |
| 2    | （臨時月台） | （臨時月台） | （臨時月台）     |
| 3    | JR神戶線     | 上行         | 三之宮、大阪方向 |

- 以上的路線名是使用旅客資訊上的名稱（別名、愛稱）。

在月台資訊牌中與網上JR出門網中，2號月台為「JR神戸線（上行）三之宮、大阪方向」。在2015年3月14日修正中，2號月台並沒有定期旅客列車停站，只有定期貨物列車使用，另外在時間表混亂或緊急情況發生時，可於此站作為終點站折返，也可作為團體列車或臨時列車使用。在2016年3月26日以後，在日間會用作於不載客列車折返往加古川站之間（該列車用作執行從加古川出發或到達的普通列車班次（西明石以東為快速））。
在2003年5月12日至5月25日之間，於加古川為終點站或起點站的下行列車（包括「各站停車」）會於加古川站內折返（當時下行線已經高架化，上行線還是在地面），不會前往此站2號月台折返。通常新快速會先到達加古川站並先行出發，在這期間在加古川站中，普通列車會先行出發，隨後才新快速列車才出發，普通會在東加古川站等待新快速通過。
在2006年3月26日至2008年12月21日之間，由於姬路站高架化工程以及山陽本線高架化工程，當時姬路站內的播但線月台不能來往網干綜合車輛所（山陽本線岡山方向），因此播但線的103系會前往此站2號月台再進行折返。

### 車站大樓及設備
在開業當初為地面車站，車站大樓位於位於南面並只有南出口。在1981年4月1日，車站改建為跨站式站房並開設北出口。在閘口北邊設有7-11 售貨亭。7-11 售貨亭是位於閘口外。
長久之來，高砂市和加古川市一直都提及車站無障礙工程議程。關於此站的無障礙，在月台東邊的樓梯封閉後，隨後興建新的升降機與樓梯。同時1號月台設置可供輪椅使用的廁所。在2008年11月8日起，升降機開始使用。另外，在南北站前廣場與公眾通道（閘口）之間增設升降機，以及增設多用途廁所與斜道，均於2009年4月1日開始使用。但是此站還未設有電梯。
在2006年10月1日，引入了「JR京都・神戶線運行管理系統」，當日起的出發列車資訊牌不再使用機械翻頁顯示。
此站位於都市網絡範圍內。此站可使用ICOCA與互相使用的IC卡。此站為直營車站，由加古川站管理，此站設有綠色窗口。

### 時間表
在日間時段中，由於普通列車在早上11至下午3時時段於東邊的加古川站會折返回大阪方向，此站每小時會有2班（約30分一班）列車。在早晚時段會設有每小時4班（每15分一班）。在平日早上繁忙時間往大阪方向的列車大約約9分鐘一班。
在三之宮、大阪方向的上行班次中，除了部分班次外，均可於加古川站轉乘新快速。而這些班次會在西明石站轉變列車類別為快速。在晚上10至11時段只有前往西明石的普通列車。在姬路方向的下行班次中，大部分前往姬路或網干，在早上和晚上有少許班次前往上郡或直通至赤穗線的播州赤穗。

## 貨物起卸
在現時此JR貨物車站中，只會有臨時貨物班次使用此站。除了於此站的貨物列車外，沒有連接此站的專用線。
在車站東邊設有日本毛織印南工廠、加古川工廠（透過跨越專用鐵橋前往加古川工廠）專用線。在1960年已經廢止。在西邊設有住友水泥寶殿包裝廠專用線，以運送水泥。該些曾經設有1往返班次的水泥貨物列車，來往此站至西濱之間。該專用線於1997年廢止。此外，在車站南面曾設有供棚車起卸貨物用的月台，現時成為停車場。
- 日本毛織專用線[18][19]
  - 開業與廢止日期：1923年左右（1921年1月13日許可）[20]- 1960年左右
  - 合同夥伴：日本毛織株式會社
  - 專用線距離：3.2公里（2英里）（1923年）/1.8公里（1930年）
  - 類別：鐵道線（1923年）/側線（1930年）
  - 運行車輛：公司機車（柴油機車）[20]
- 住友水泥專用線[21]
  - 開業與廢止日期：1966年[5]- 1997年
  - 專用者：住友水泥株式會社
  - 專用線距離：0.3公里（貨物入線）、0.4公里（貨物出發）
  - 總專用線距離：0.8公里
  - 運行車輛：國鐵（JR）機車（1970年起柴油機車（1966年日立製作所製 形式HC-10B）[22]）

## 使用情況
根據《兵庫縣統計書》，在2018年（平成30年）度1日平均上車人次為9,784人。
以下為車站近年1日平均上車人次：
| 年度   | 1日平均 上車人次 |
| ------ | ---------------- |
| 1998年 | 11,352           |
| 1999年 | 11,015           |
| 2000年 | 10,919           |
| 2001年 | 10,710           |
| 2002年 | 10,721           |
| 2003年 | 10,497           |
| 2004年 | 10,463           |
| 2005年 | 10,431           |
| 2006年 | 10,427           |
| 2007年 | 10,385           |
| 2008年 | 10,372           |
| 2009年 | 10,144           |
| 2010年 | 10,122           |
| 2011年 | 10,153           |
| 2012年 | 10,139           |
| 2013年 | 10,374           |
| 2014年 | 10,106           |
| 2015年 | 10,221           |
| 2016年 | 9,963            |
| 2017年 | 9,884            |
| 2018年 | 9,784            |

## 車站周邊
- 生石神社（日语：生石神社）（石之寶殿（日语：石の宝殿）） - 西南1.5公里
- 高砂市綜合運動公園（日语：高砂市野球場） - 西南1.2公里
- 加古川運動公園（日语：加古川運動公園陸上競技場） - 北2.9公里
- 兵庫縣立東播工業高等學校（日语：兵庫県立東播工業高等学校）
- 高砂市立寶殿中學（日语：高砂市立宝殿中学校）
- 高砂市立米田小學（日语：高砂市立米田小学校）
- 高砂市立米田西小學（日语：高砂市立米田西小学校）
- 加古川市立神吉中學（日语：加古川市立神吉中学校）
- 加古川市立東神吉小學（日语：加古川市立東神吉小学校）
- 加古川市立東神吉南小學（日语：加古川市立東神吉南小学校）
- 加古川市立西神吉小學（日语：加古川市立西神吉小学校）
- 國道2號
- 加古川繞道（日语：加古川バイパス）加古川西匝道
- MaxValu（日语：マックスバリュ西日本）寶殿店
- AEON高砂店（日语：イオン高砂店）
- 加古川西公民館
- 日新信用金庫（日语：日新信用金庫）寶殿店
- ARKA藥品（日语：ナガタ薬品）ARKA西神吉店
- Kohnan PRO（日语：コーナン）加古川寶殿店

## 巴士路線

### 寶殿站北出口
- 神姬巴士（日语：神姫バス）

經加古川市民醫院、健康公園（早上通過） 前往加古川站
經細工所北口 前往北條町站（Asuteer Kasai）、北條營業所
前往細工所北口
經加古川運動公園 前往西牧
前往高砂

### 寶殿站（南出口側）
- 尉與姥巴士（日语：じょうとんバス）（高砂市社區巴士）

1系統…經Asupa高砂、往荒井站、高砂市民醫院 前往高砂／前往聯繫之鄉生石
- 加古的士

前往加古川市民醫院
前往西原公民館
- 神姬巴士

前往鹿島神社／前往加古川站

## 相鄰車站
西日本旅客鐵道
 JR神戶線（山陽本線）
■新快速
通過
■普通（西明石站以東為快速列車班次）
加古川（JR-A79）－寶殿（JR-A80）－曾根（JR-A81）

## 外部連結
- 宝殿｜車站資訊：JR出門網 - 西日本旅客鐵道